# Плач
Плачът е емоционално състояние, което е реакция на страх, болка, тъга, вълнение, радост или гняв.
Симптомите на плач са сълзи, без никакво дразнене на очните структури. Плачът може да бъде свързан с положително, дълбоко вътрешно преживяване. Сълзите се освобождават, защото слъзните жлези са неврологично свързани с човешкия мозък. Някои учени смятат, че животните произвеждат сълзи без емоционална реакция.

## Обществен аспект
В почти всички култури, плачът се свързва с течащи сълзи по бузите, придружава с характерни ридаещи звуци. Емоционалните причини за това често са тъга или скръб, но плачът може да се задейства и от гняв, щастие, страх, смях, съжаление или други силни емоции. В много култури плачът се свързва с бебетата и децата. Някои култури считат плаченето за недостойно и детско, което хвърля вина върху тези, които плачат публично, освен ако не става дума за смъртта на близък или роднина. В повечето култури за жените и децата е по-социално приемливо да плачат, отколкото за мъжете. В някои латински региони е приемливо и мъжете да плачат.
Някои съвременни психотерапии учат, че плачът е полезен за здравето и душевното състояние и го поощряват. Неискреното показване на скръб или съжаление понякога се нарича „крокодилски сълзи“ като препратка към древногръцки анекдот, че крокодилите се преструват, че плачат, докато дебнат своята плячка.